# 2880
2880（二千八百八十、にせんはっぴゃくはちじゅう）は自然数、また整数において、2879の次で2881の前の数である。

## 性質
- 2880は合成数であり、約数は1, 2, 3, 4, 5, 6, 8, 9, 10, 12, 15, 16, 18, 20, 24, 30, 32, 36, 40, 45, 48, 60, 64, 72, 80, 90, 96, 120, 144, 160, 180, 192, 240, 288, 320, 360, 480, 576, 720, 960, 1440, 2880である。
  - 約数の和は9906。
  - 約数を42個もつ最小の数である。次は4032。
  - 711番目の過剰数である。1つ前は2874、次は2884。
- 560番目のハーシャッド数である。1つ前は2862、次は2889。
  - 18を基とする84番目のハーシャッド数である。1つ前は2862、次は2916。
- 2880 = 26 × 32 × 5
  - 3つの異なる素因数の積で p 6 × q 2 × r の形で表せる最小の数である。次は4032。(オンライン整数列大辞典の数列 A179703)
- 2880 = 4! × 5!
  - n = 4 のときの n!(n + 1)! の値とみたとき1つ前は144、次は86400。(オンライン整数列大辞典の数列 A010790)
- 2880 = 4 × 6!
  - n = 6 のときの 4n! の値とみたとき1つ前は480、次は20160。(オンライン整数列大辞典の数列 A052578)
- 2880 = 180 × 16
  - 2880°= 16π (rad)。1つ前の15πは2700°、次の17πは3060°。
  - 十八角形の内角の和は2520°である。1つ前の十七角形は2700°、次の十九角形は3060°。
- 2880 = 360 × 8
  - 8周分の角度は2880°である。1つ前は2520°、次は3240°。
- 約数の和が2880になる数は29個ある。(840, 1128, 1218, 1240, 1242, 1254, 1288, 1330, 1434, 1485, 1528, 1738, 1786, 1798, 1869, 1917, 1947, 2001, 2065, 2157, 2185, 2233, 2261, 2395, 2513, 2629, 2759, 2773, 2879) 約数の和29個で表せる最小の数である。次は9576。
  - 約数の和が2880より小さな数で29個以上ある数はない。1つ前は1440 (21個)、次は4320 (35個) 。
- 連続してある数に対して約数の和を求めていった場合68個の数が2880になる。2880より小さい数で68個ある数はない。1つ前は2016 (64個)、次は4800 (79個)。いいかえると {\displaystyle \sigma ^{m}(n)=2880~(m\geqq 1)} を満たす n が68個あるということである。(ただし σ は約数関数) (オンライン整数列大辞典の数列 A241954)
- 各位の和が18になる179番目の数である。1つ前は2871、次は2907。

## その他 2880 に関連すること
- 2880形
- 2880p